# .hm
.hm è il dominio di primo livello nazionale assegnato alle isole Heard e McDonald.
Nel 2019 il sito web The Register evidenziava come il sito ufficiale delle due isole fosse registrato sotto il dominio .aq.